# Cyborg, i nove supermagnifici/Chappy
Cyborg, i nove supermagnifici/Chappy è un singolo di Nico Fidenco e del gruppo I Cavalieri del Re, pubblicato nel 1982.

## Descrizione
Cyborg, i nove supermagnifici è un brano musicale scritto e composto da Nico Fidenco su arrangiamento di Giacomo Dell'Orso, inciso come sigla dell'anime Cyborg - I nove supermagnifici. Il brano è caratterizzato da un rullante incalzante ed un arrangiamento in chiave disco music con l'intervento del Coro di Torre Spaccata.
Chappy è un brano musicale scritto e composto da Riccardo Zara ed inciso da I Cavalieri del Re come sigla dell'anime omonimo. Il brano era stato proposto inizialmente come sigla de Lo scoiattolo Banner con il titolo Banner lo scoiattolo, ma venne scartato in favore della versione del gruppo Le Mele Verdi. Il brano fu inserito come lato B del singolo e pubblicato sul finire del 1982, nonostante la serie Chappy non fosse ancora stata trasmessa in TV, arrivandovi solo nel 1983.
Il brano venne rimaneggiato per tre volte prima di giungere alla versione definitiva; Riccardo Zara mantenne la musica per l'anime Chappy riadattando il testo ma, al telefono con Olimpio Petrossi che gli comunicava le sinossi degli anime su cui comporre i testi, comprese male il sesso della protagonista scambiandola per un maschio, scrivendo Chappy lo stregone. Una volta compreso l'errore venne realizzata la versione definitiva della sigla.
Nella parte finale del brano il piccolo Jonathan saluta Chappy. Fu una trovata non prevista del bambino che venne mantenuta nell'incisione ufficiale.